# Bab Alioua
Bab Alioua (arabe : باب عليوة) est l'une des portes de la médina de Tunis (Tunisie).
Bab Alioua, signifiant littéralement « Porte du Petit étage », construite sous le sultan hafside Abû Ishâq Ibrâhîm al-Mustansir (1349-1369) à la limite orientale des remparts, doit son nom au premier étage, servant de poste de gué, qui la surmontait. C'est par cette porte que Khayr ad-Din Barberousse est entré dans Tunis en 1534. Elle a été surnommée « Porte des caravanes », car c'est par là que passaient les caravanes transportant l'huile d'olive et les céréales du cap Bon, mais également  les matériaux nécessaires à la ville : bois, charbon et pierres de construction.
La porte originelle a été élargie puis détruite lors des travaux d'urbanisme lancés à la fin des années 1950.

## Témoignage
L'aquarelliste français Charles Lallemand (1826-1904), qui visite la Tunisie à la fin du XIXe siècle, livre un témoignage sur cette porte : 

« Voici une autre porte très intéressante de Tunis : Bab-Alioua. La redoute qui la défend tombe en miettes et les embrasures, dans lesquelles dorment de vieux canons en fer, ressemblent à d'énormes brèches faites par quelque artillerie invisible. Le mouvement y est considérable, et toujours l'amateur de pittoresque y trouve du nouveau. Les riches caravanes de poteries et de légumes de Nabeul et de Hammamet, les produits des magnifiques vallées de la presqu’île du cap Bon et des plaines si fertiles de Soliman, de Grombalia, de Turki et de Menzel, les pierres des superbes carrières du Kedel, les produits des oliviers de Soultan, de Grombalia et du Mornag, les vins des vignobles de Birkassa, de la Batie, de la plantureuse vallée du Mornag, du Khangat, de Bordj-Cedria, de Fondouk Jedid, les bois et les charbons de la montagne entrent à Tunis par cette porte. C'est aussi par cette porte que sortent, pour arriver au principal cimetière musulman, les enterrements étonnants dans lesquels le pittoresque masque la tristesse. »